# Помпонеско
Помпонѐско (на италиански: Pomponesco, на местен диалект: Pumpunesch, Пумпунеск) е село и община в Северна Италия, провинция Мантуа, регион Ломбардия. Разположено е на 23 m надморска височина. Населението на общината е 1715 души (към 2014 г.).